# Podoabe
Podoabe este un film românesc din 1943 regizat de Paula Popescu-Doreanu.